# Länsi-Pasila
Pasila-Ouest (en finnois : Länsi-Pasila, en suédois : Västra Böle), est une section du quartier de Pasila  à Helsinki, en Finlande

## Description
La section de Länsi-Pasila a une superficie de 1,15 km2, sa population s'élève à 4 368 habitants(1.1.2008) et il offre 10602 emplois (31.12.2005).

## Architecture
Avant la construction des immeubles de plusieurs étages et des bureaux existants dans la partie centrale de Länsi-Pasila, il y avait un quartier de maisons en bois également appelé Puu-Pasila. Puu-Pasila a été construit entre 1895 et 1905. Puu-Pasila, situé sur une pente à côté de la forêt, ressemblait à Pispala à Tampere dans son apparence et son parc immobilier. La zone était habitée principalement par des ouvriers.
La zone des maisons en bois était située juste à l'extérieur de la limite municipale d'Helsinki du côté de Vantaa et a elle été organisée en 1906 en tant que communauté urbaine, et en 1912, elle a été annexée à Helsinki.
Dans les années 1970, les maisons en bois étaient en mauvais état et, dans l'esprit du temps, il a été décidé de démolir la zone à l'écart des immeubles d'appartements modernes. La démolition de Puu-Pasila a commencé en 1977 et la plupart des maisons avaient été démolies au milieu des années 1980.
Le plan d'urbanisme actuel de Länsi-Pasila a été approuvé en 1979. En tant que chef de projet, Reijo Jallinoja a également dirigé le zonage de Länsi-Pasila, mais comme Itä-Pasila avait été l'objet de nombreuses critiques dès le début, Länsi-Pasila a été conçu dans un style plus traditionnel.
Ainsi, pour contrebalancer le plan géométrique et les constructions en béton d'Itä-Pasila, Länsi-Pasila a mis l'accent sur la brique rouge plus tendre comme matériau de construction, les rues courbes, les parcs et la verdure.
Construite dans les années 1980, c'est principalement une banlieue résidentielle dont les bâtiments sont recouverts de briques rouges.

## Entreprises et organismes
La société Nationale de télédiffusion YLE et la société commerciale MTV3 ont leur siège à Pasila-Ouest .
Länsi-Pasila abrite le commissariat de police de Pasila (fi), les bureaux d'Otavamedia, la compagnie d'assurance pension Etera (fi) et Lemminkäinen Oy. 
Länsi-Pasila comprend également les vastes espaces de l'hôpital d'Aurora. 
Sur le côté ouest, la zone borde le parc central d'Helsinki.

## Galerie

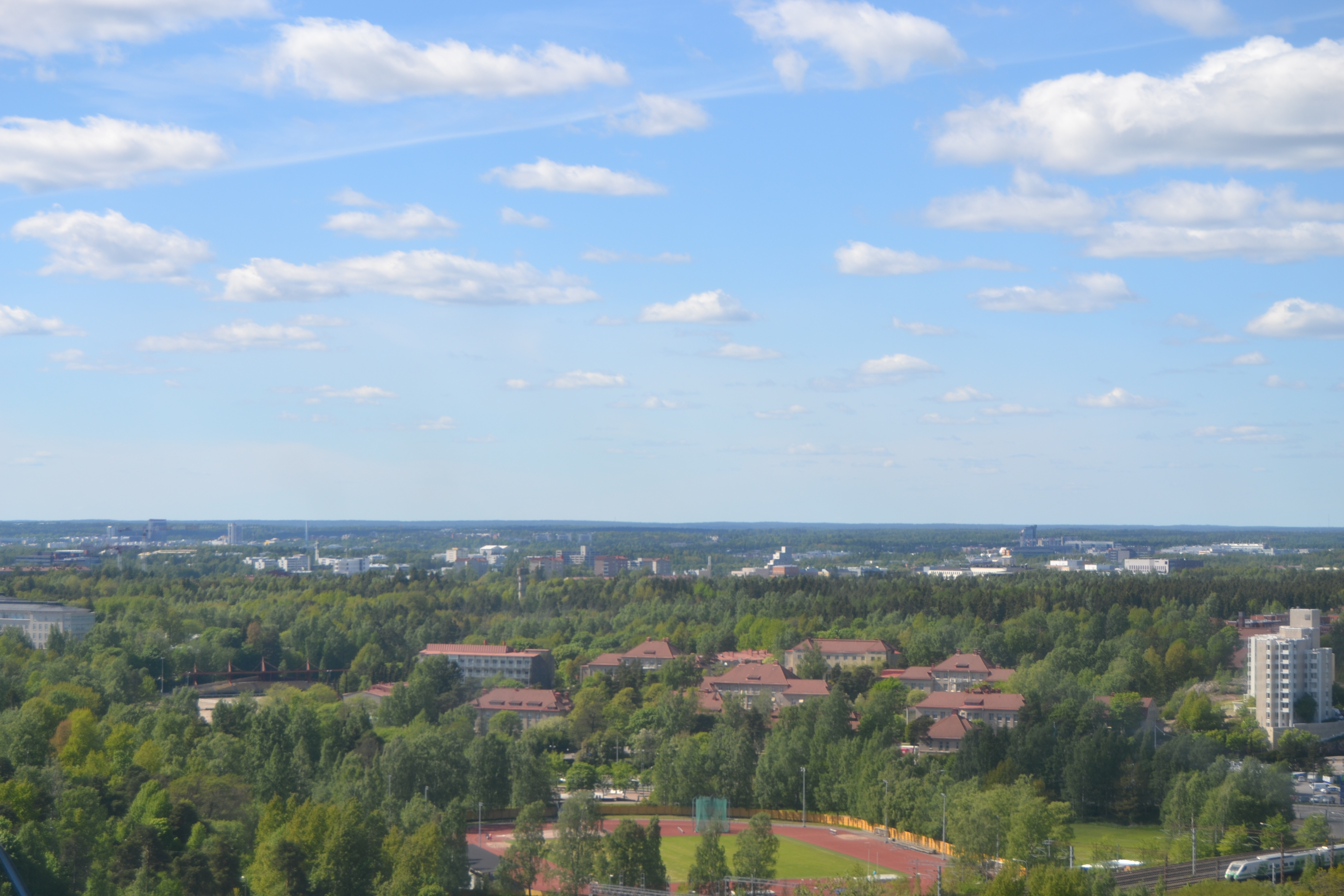
L'hôpital d'Aurora vu de Linnanmäki.
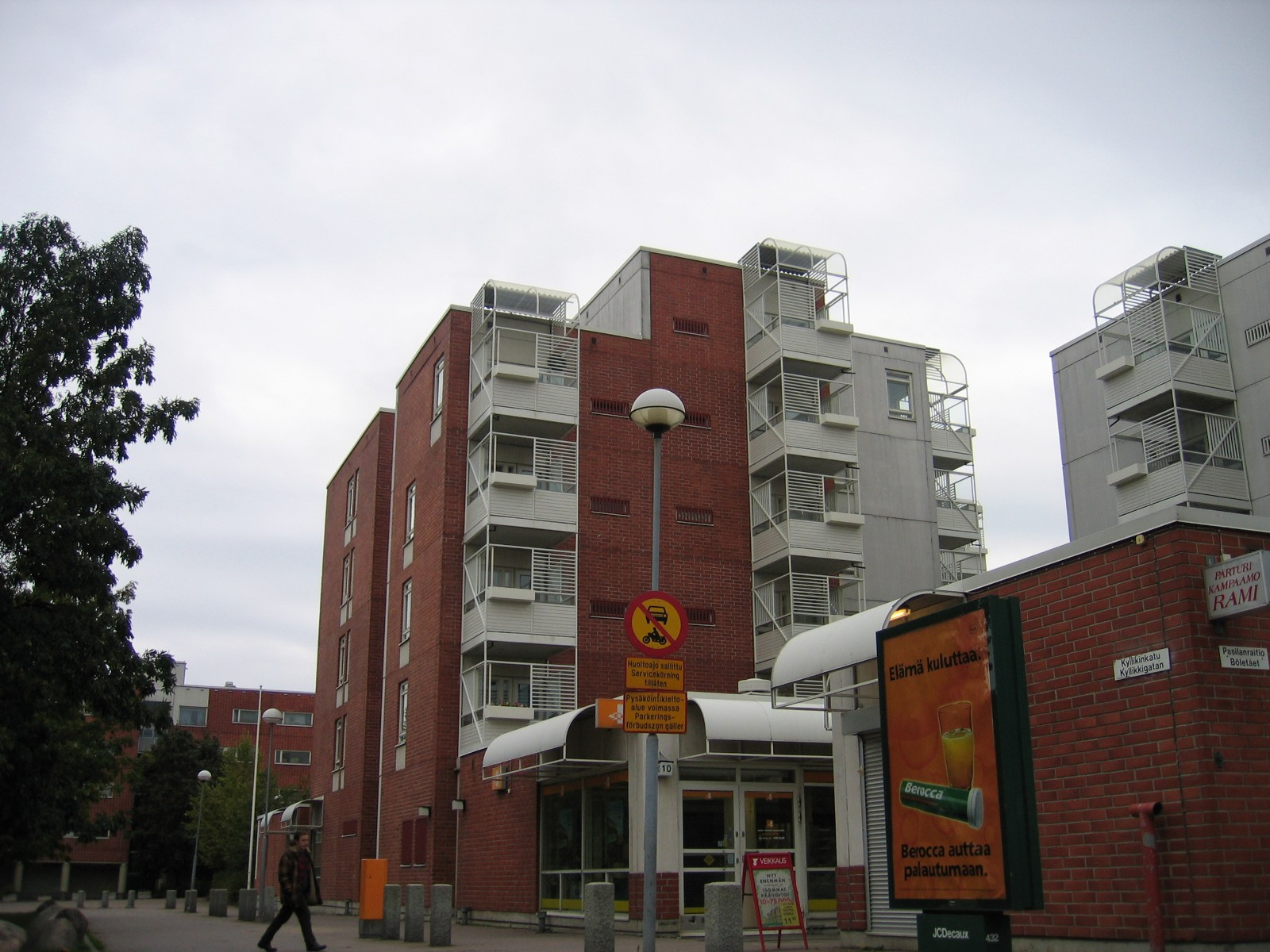
Immeuble à Länsi-Pasila.
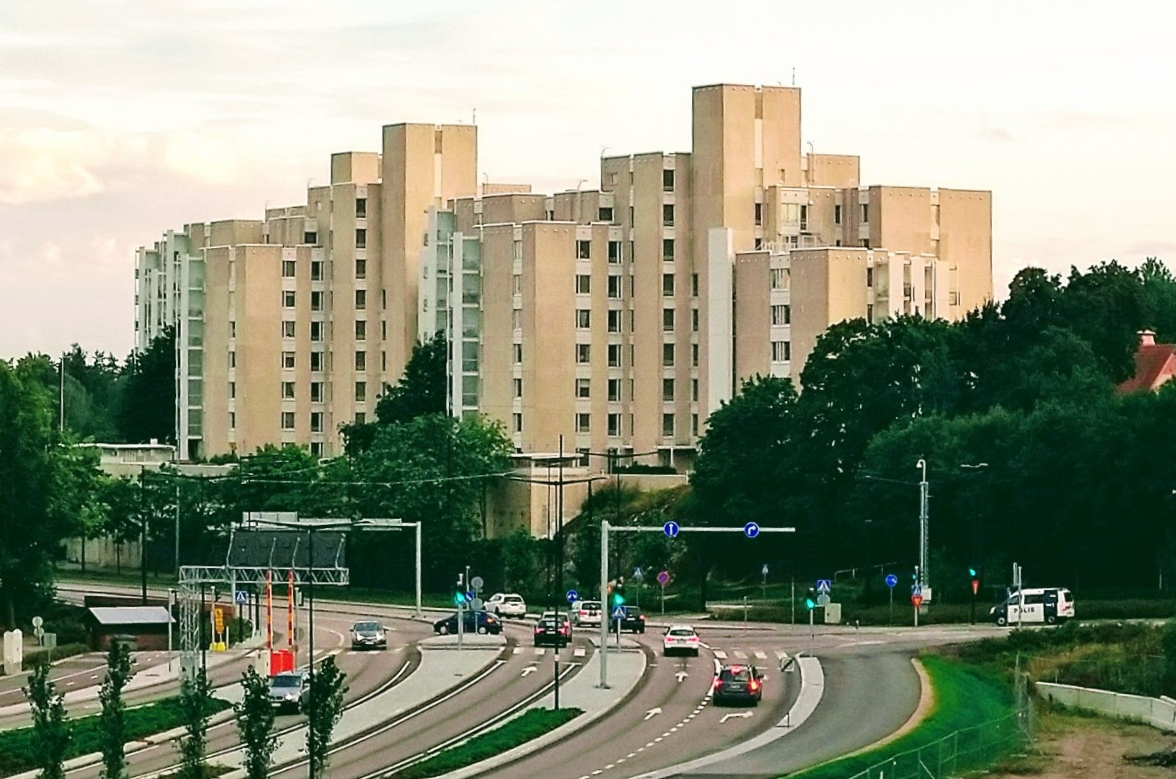
Auroranlinna.
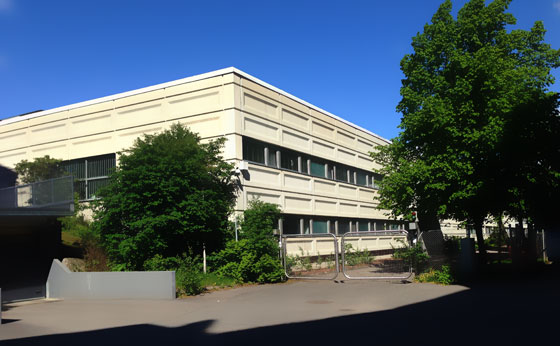
Radiotalo.
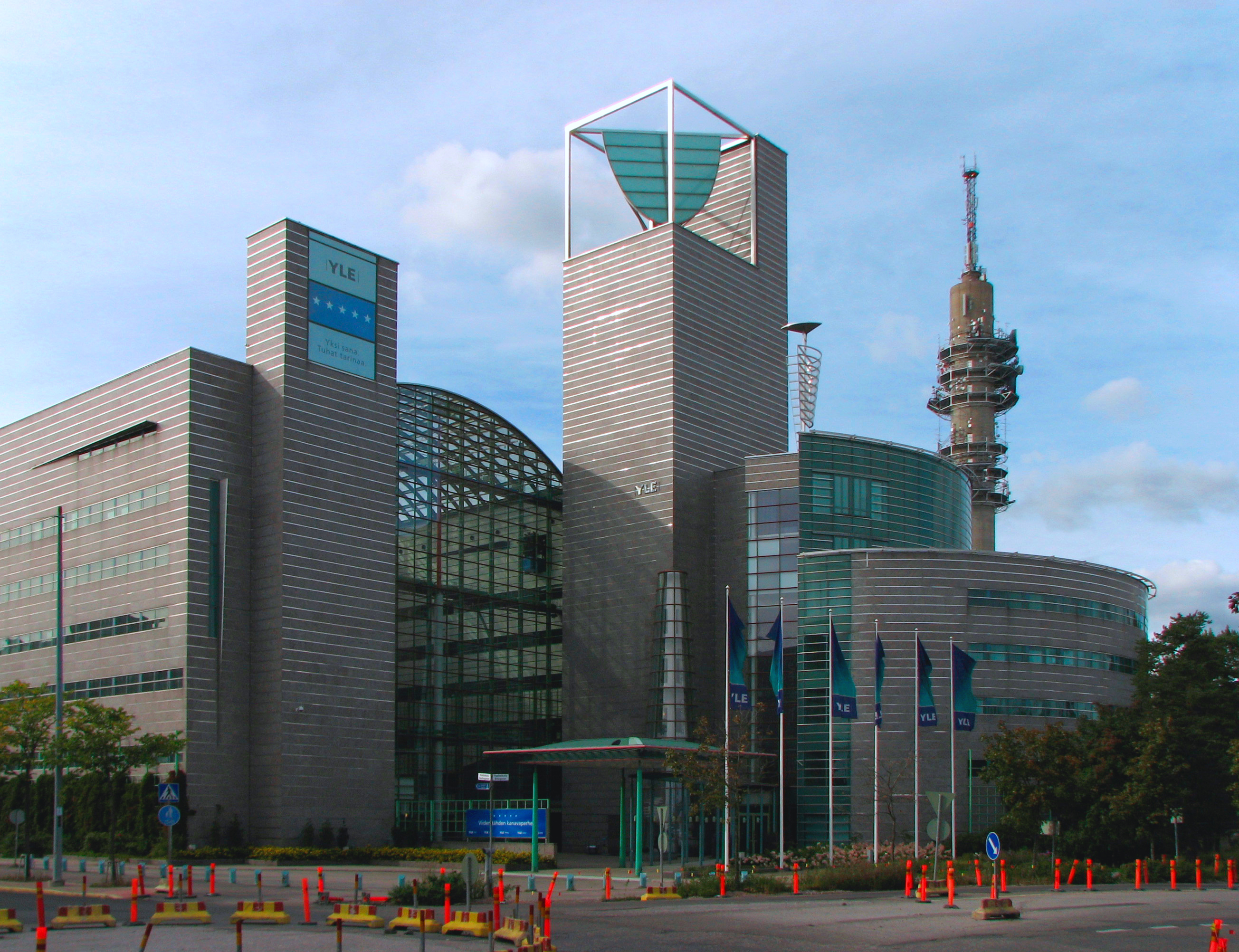
Iso Paja.
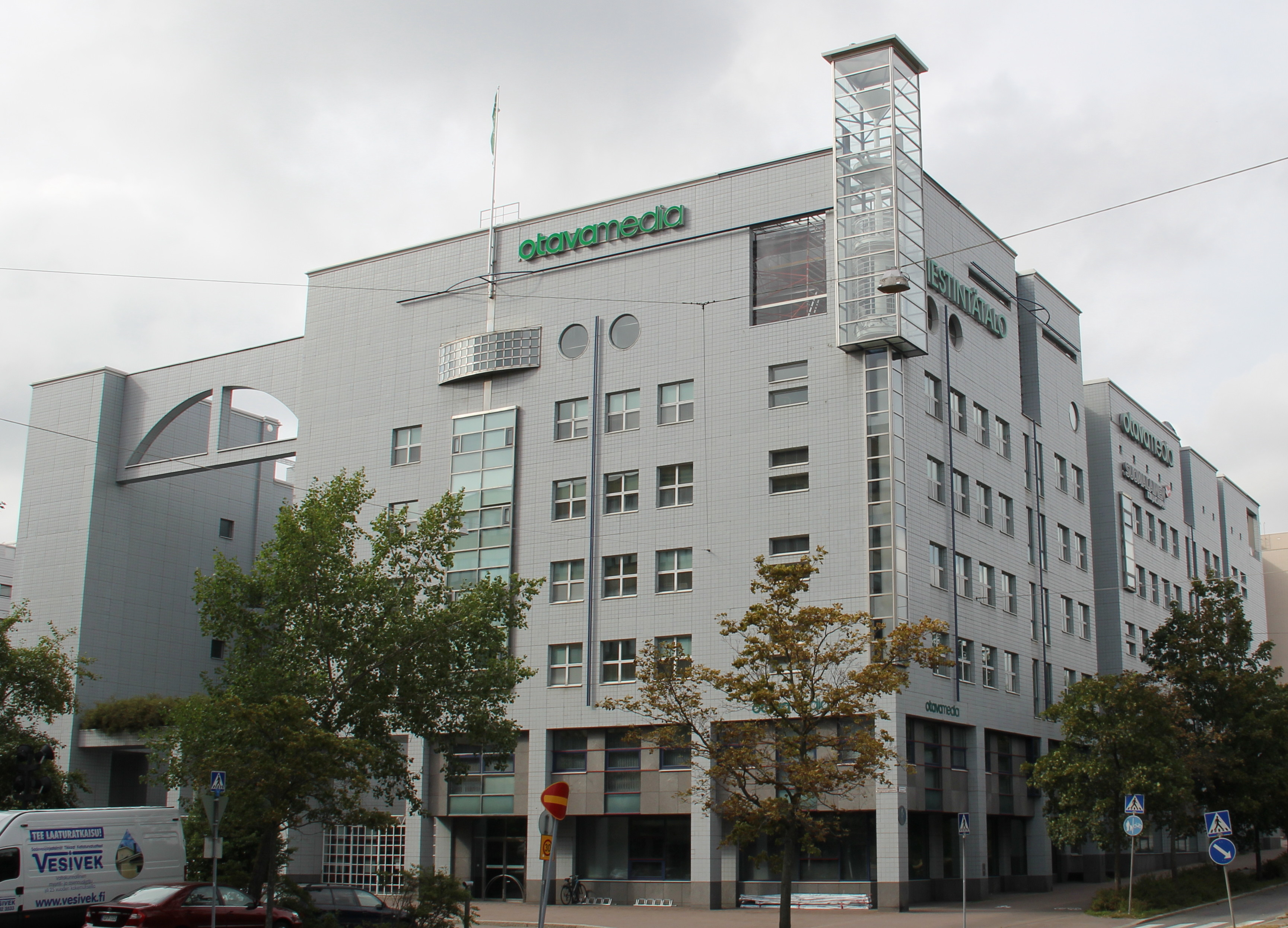
Otavamedia.
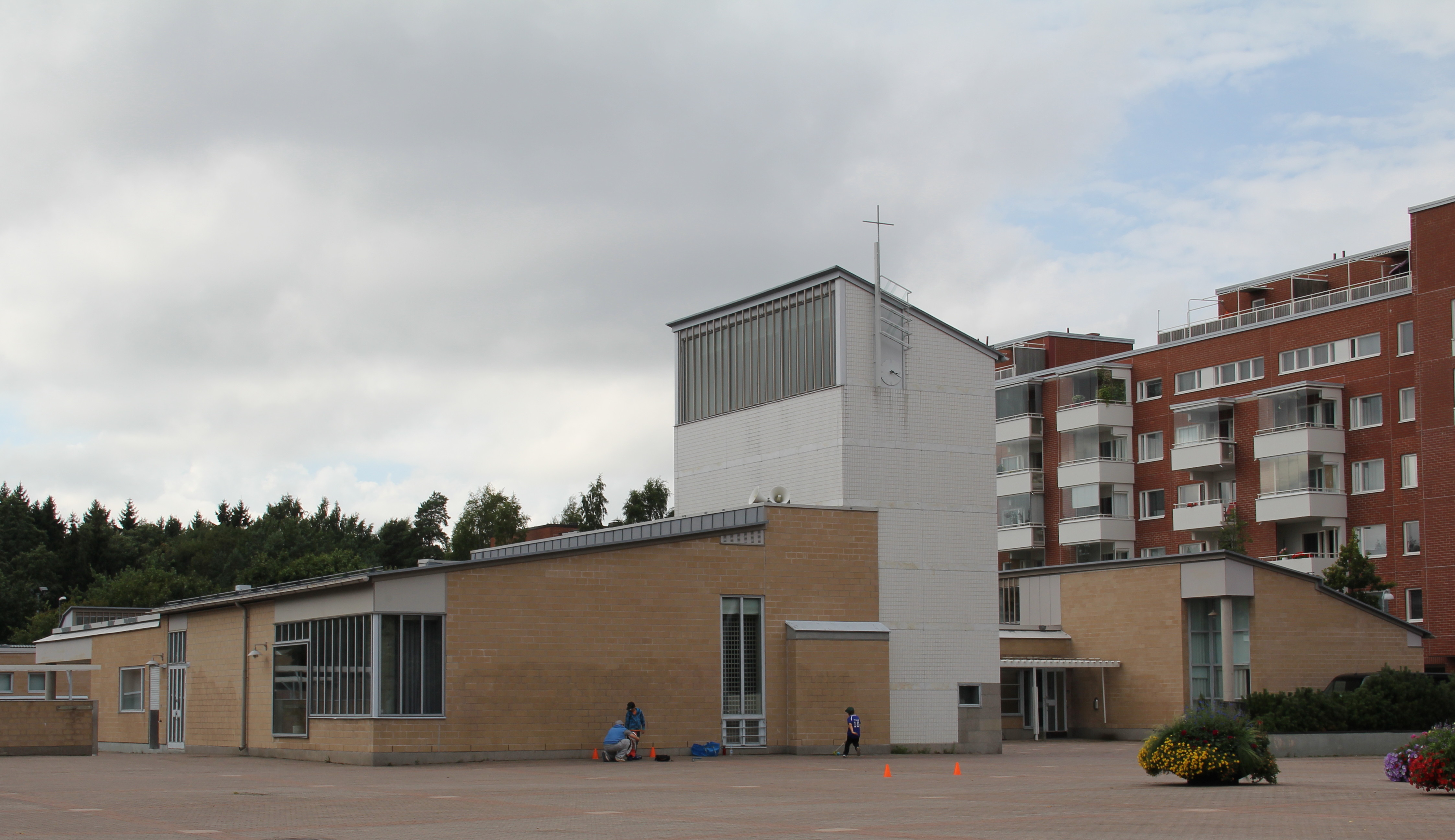
Chapelle de Länsi-Pasila.
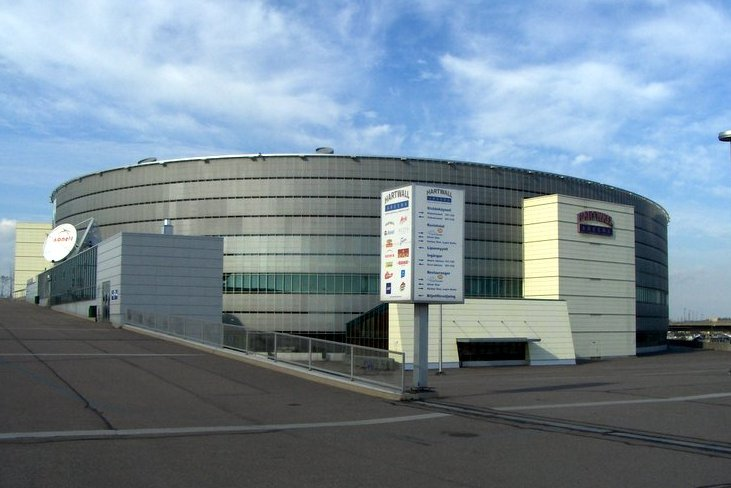
Hartwall Arena